# 南京圣母无染原罪主教座堂
石鼓路天主堂，即圣母无染原罪始胎堂，位于南京市秦淮区石鼓路112号，西邻螺蛳转弯，是天主教南京教区的主教座堂。
石鼓路天主堂建成于清同治九年（1870年），北伐战争中该堂遭到严重破坏，1928年由国民政府拨款重修。1930年代以后，这里一直是天主教南京教区的主教座堂。1978年后，江苏省及南京市天主教爱国会在此合署办公。1982年被列为江苏省文物保护单位，后入选中国著名教堂。

## 前身
石鼓路天主堂是由最早来中国传教的意大利传教士利玛窦创办。16世纪末，利马窦曾先后三次来南京，于1599年在城西罗寺湾购买私宅，略加改造，作为个人进行宗教活动的场所。1618年，由于南京教案的原因，教堂被拆除。

## 重建
1864年，法国传教士雷居迪（Adrien de Carrère S.J.，史式徽《江南传教史》一书中作雷遹駿）随法国的炮舰来南京复堂，在原佛教古刹寺的废墟上建堂，1870年（同治九年）建成，定名为“圣母无染原罪始胎堂”，即现在的石鼓路天主教堂。北伐战争中该堂遭到严重破坏，曾一度改作马厩。1928年，国民政府拨款15万元重修，现在的教堂基本保存了重修后的风貌。在1966年开始的文化大革命期间，教堂设施遭受破坏，宗教活动中止。1980年12月25日重新开放。2011年下半年起聖堂進行大修，於2013年2月2日祝聖。

## 建筑特点
外观及内部结构上模仿罗曼式，无梁、十字形、拱顶、砖木结构、铁皮盖并有钟楼。主要采用了西方古代教堂拱顶结构及光纤色彩的传统手法。由于技术和材料的限制，该堂的屋顶结构仍然采用中国传统的木屋架，下面用曲线的木构件和灰板条模仿罗马风的圆拱作为吊顶，虽是仿作，但几可乱真。

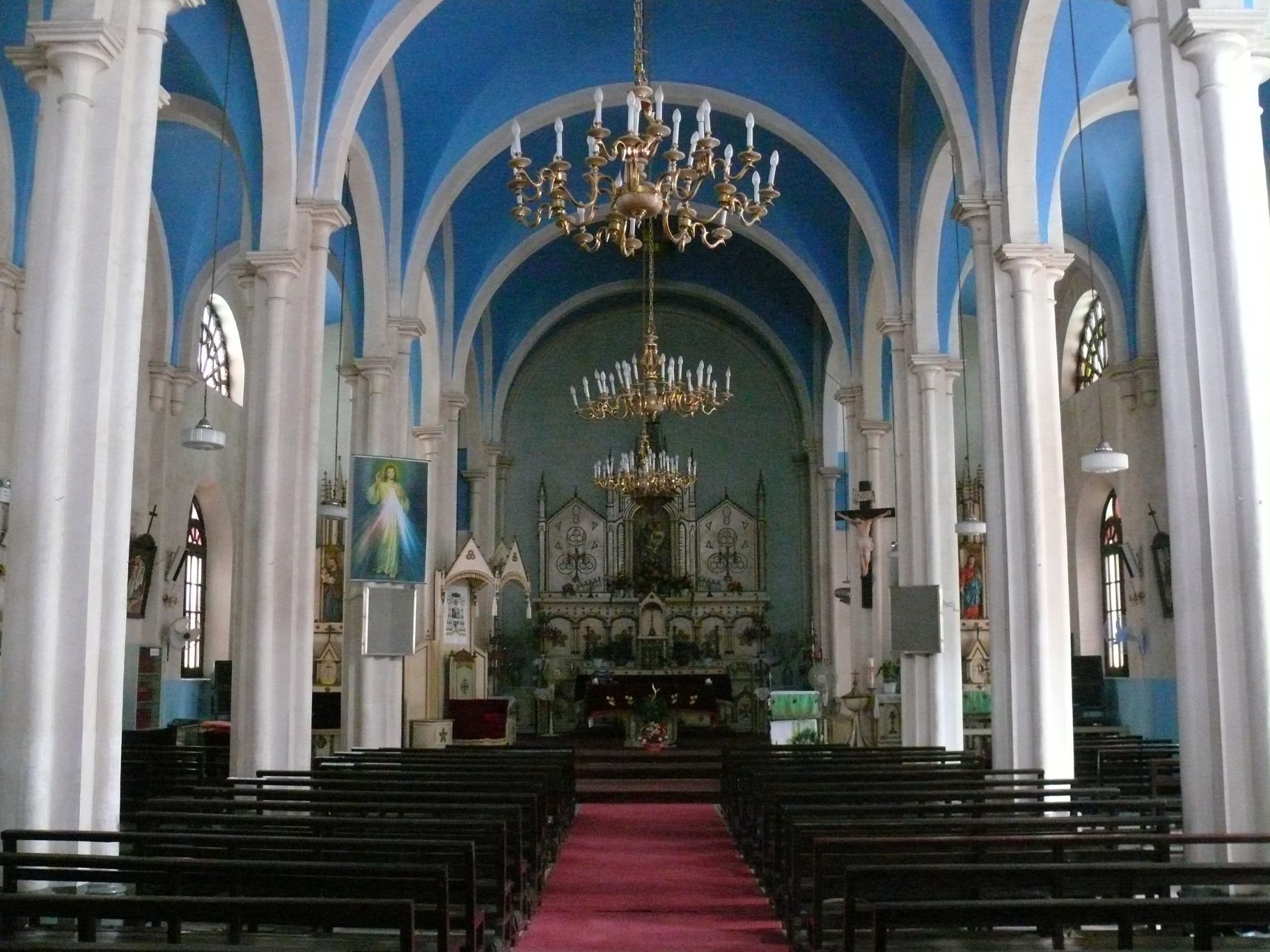
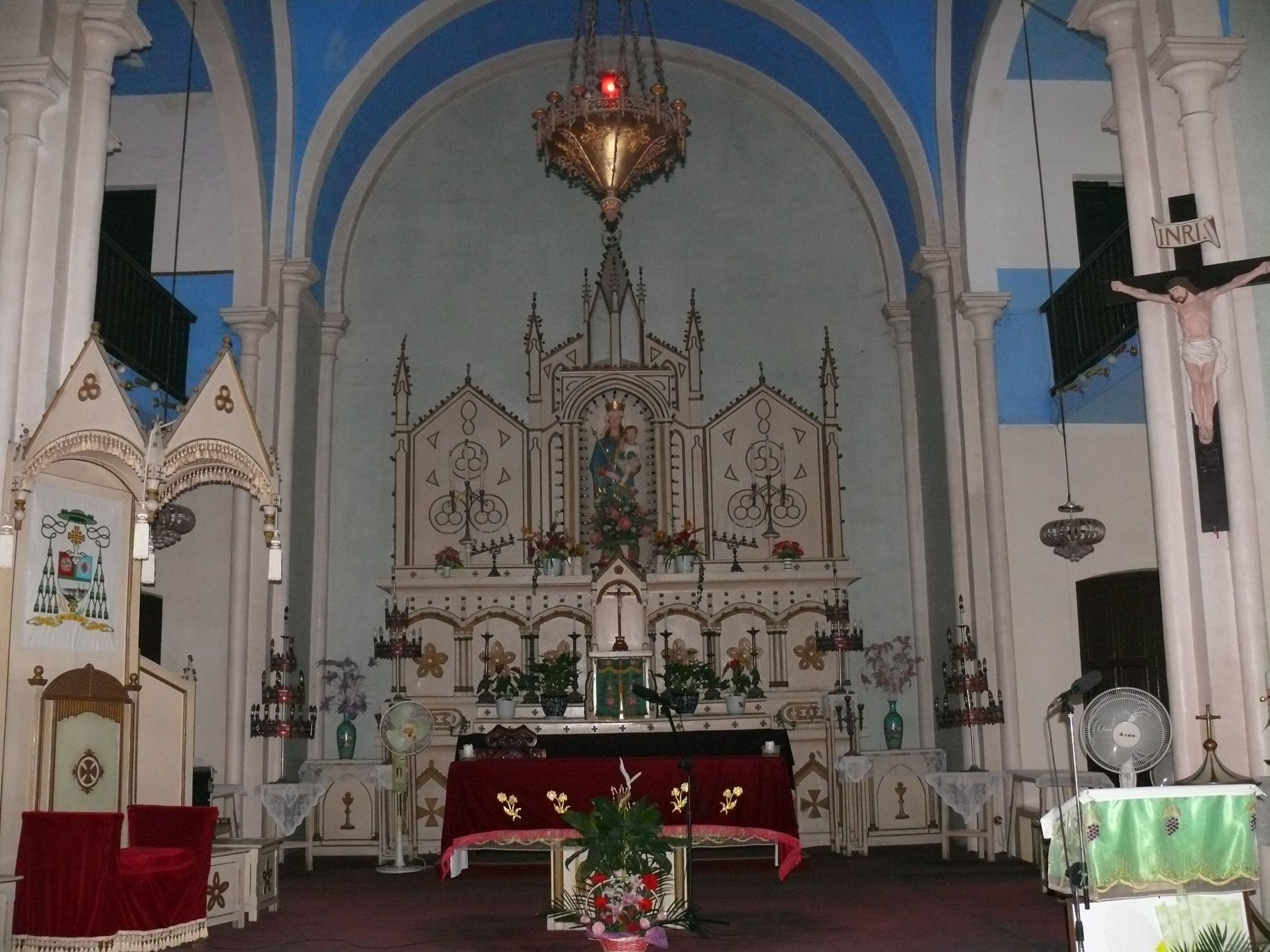
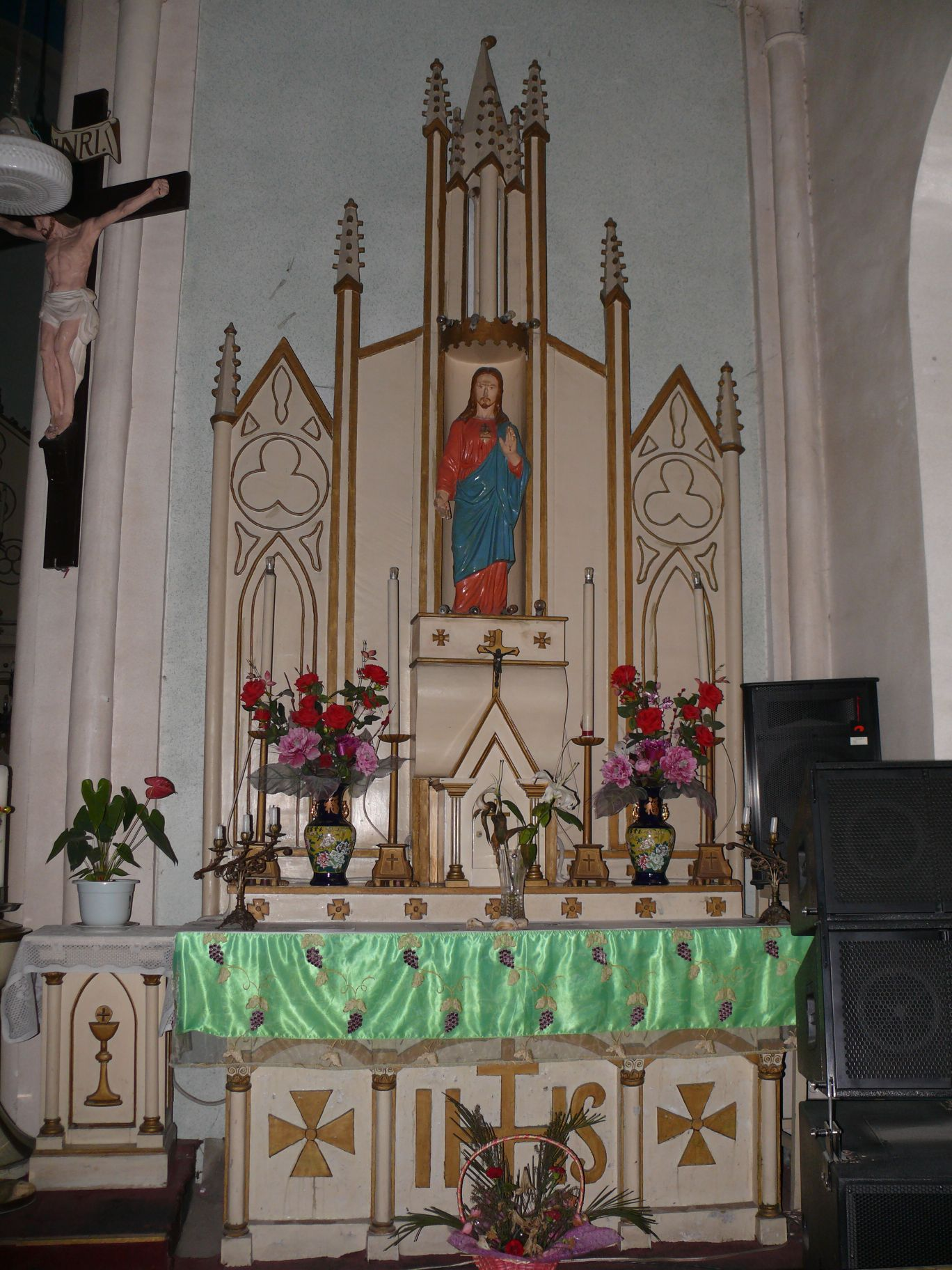
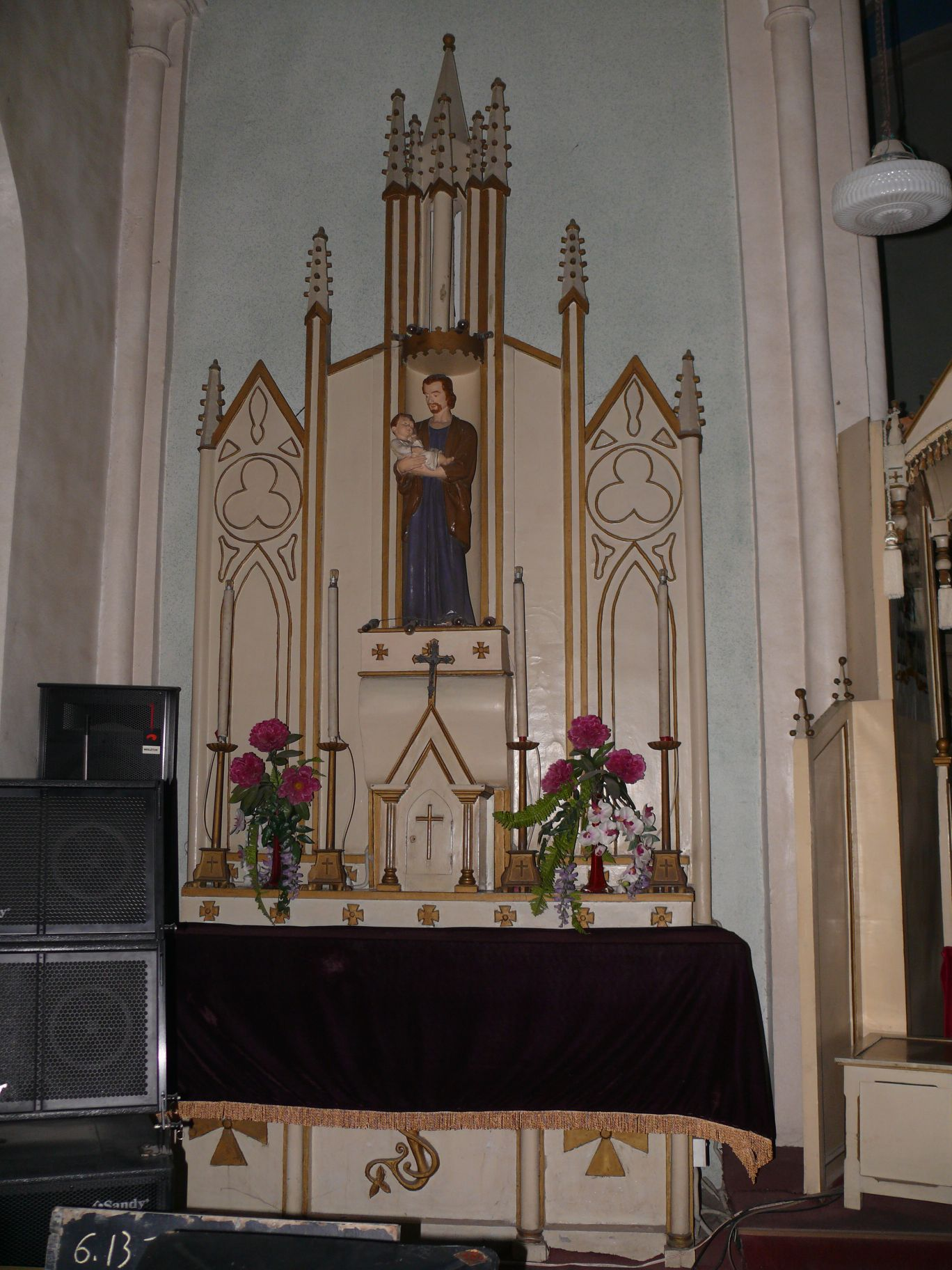

## 歷任本堂司鐸
- 雷遹駿（Adrien de Carrère S.J.），法籍耶穌會士，1864-1868
- 金式玉（Joseph Sekinger S.J.），法籍耶穌會士，1868-1869
- 高龍鞶（Augustin Colombel S.J.），法籍耶穌會士，1869-1870
- 胡國治，1870-1871
- 蘭廷玉（Franciscus Ravary S.J.），法籍耶穌會士，1871-1873
- 倪懷綸（Valentin Garnier S.J.），法籍耶穌會士，1873-1875
- 蘭廷玉（Franciscus Ravary S.J.），法籍耶穌會士，1875-1877
- 劉德耀（Henri Le Lec S.J.），法籍耶穌會士，1877-1879

……
- 趙鴻聲（聖名：多明我），常州府江陰縣後塍鎮人，1948-1950

……
- 楊鄰德（聖名：若望），常州府宜興縣上黃鎮人，？-1982

……
- 黃道生（聖名：若瑟），上海人，1987-？

……
- 王東風
- 陳祥生
- 李德
- 楊軍（聖名：馬弟亞），無錫人，2009
- 高源（聖名：若望），南京人，2010至今